# آلان ستيفنسون بويد
آلان ستيفنسون بويد (بالإنجليزية: Alan Stephenson Boyd) (ولد في 20 يوليو 1922) هو محامي أمريكي ومدير تنفيذي للنقل قاد عدة شركات كبيرة، كما خدم في حكومة الولايات المتحدة في مختلف المناصب المتعلقة بالنقل. وكان أول وزير للنقل في الولايات المتحدة، حيث عينه ليندون جونسون. بالإضافة إلى ذلك، عمل في مناصب تنفيذية مع مجلس الطيران المدني، وزارة التجارة الأمريكية، وكان رئيسا لشركة أمتراك. بويد هو ثاني أكبر عضو سابق سنا في مجلس الوزراء الأميركي، ويتجاوزه جورج شولتز، وأحد اثنين فقط من أعضاء مجلس وزراء الرئيس جونسون، إلى جانب مع رمزي كلارك.

## التعليم
تعلم في جامعة فلوريدا.